# Chiesa di Santa Caterina d'Alessandria (Sambuca di Sicilia)
La chiesa di Santa Caterina d'Alessandria e i resti del monastero dell'Ordine benedettino costituiscono un aggregato monumentale ubicato in via Umberto I, adiacente all'odierna Piazza della Vittoria di Sambuca di Sicilia.

## Storia

### Epoca spagnola
Il fondatore dell'istituzione femminile nel 1515 fu Giovanni Domenico Giacone d'Irlanda con fabbricati e l'eredità. Da Sciacca suor Maria Ludovica Bufalo fu chiamata ad inaugurare l'opera e divenirne la prima abbadessa.
Benefattore e patrocinatore don Pietro Beccadelli, marchese della Sambuca, mecenate che arricchì il monastero e la chiesa di rendite, dipinti, ciclo d'affreschi e opere d'arte.
Nel 1721 il matrimonio del principe con donna Marianna Gravina Lucchesi, figlia del principe di Palagonia.

### Epoca borbonica - contemporanea
Il terremoto del Belice del 1968 danneggiò gravemente le strutture monastiche che furono tosto demolite, al loro posto sorge la Piazza della Vittoria e il monumento ai Caduti. Il tempio fu provvisoriamente transennato e successivamente sostenuto da un muraglione in cemento. L'interno della chiesa si presenta in uno stato di degrado. In grave abbandono anche la casa canonica.

## Esterno
La facciata principale delimitata da robuste paraste angolari in pietra viva, presenta una scala con sviluppo isoscele che raccorda la sede stradale al piano di calpestio della navata.
Portale con architrave sormontato da finestra con grata. La prospettiva in alto è chiusa da semplice cornicione.
Controfacciata: Cantoria chiusa da teoria di grate e lunettone occupato da monumentale grata a raggiera. In corrispondenza dei lati dalla grande arcata due acquasantiere.

## Interno
Impianto rettangolare ad una sola navata. Due altari marmorei per parete laterale, pavimento in maiolica di Burgio risalente alla seconda metà del Settecento.
L'apparato decorativo in stucco fu una delle prime opere giovanili di Vincenzo Messina, allievo formatosi alla scuola dei Serpotta. Gli ornamenti comprendono statue a tutto tondo raffiguranti le allegorie delle quattro Virtù incarnate poste ai lati dei primi due altari della navata. Una profusione di cariatidi su colonne, candelabra, cartigli, conchiglie, cornici, corone, fusti, festoni, ghirlande, mensole, pinnacoli, pendenti, putti e angioletti, quadroni, riccioli, volute, stemmi, armi, particolari rifiniti tra motivi fitomorfi a foglia d'acanto.
Ciclo di affreschi, sulla volta è raffigurato il Matrimonio mistico di Santa Caterina realizzato da fra Felice da Sambuca.

### Navata destra
- Prima campata: Altare di Santa Caterina. Sul paliotto è incastonato una scena del martirio di Santa Caterina. Sulla parete in altorilievo angioletti su nembi delimitano un crocifisso. Arcata delimitata da lesene con statue a tutto tondo. Sulla sommità stemmi e decorazioni.
- Seconda campata. Arcata delimitata da colonne collocate su alti plinti. Il fusto inferiore si presenta riccamente arabescato, verso l'alto assume sembianze muliebri di cariatide, quasi a sostenere l'architrave, nella fattispecie coincidente con l'elaborato cornicione caratterizzato dalla articolata modanatura.

### Navata sinistra
- Prima campata. Arcata delimitata da lesene con statue a tutto tondo. Sulla sommità stemmi e decorazioni. Attualmente custodisce un quadretto raffigurante la Vergine.
- Seconda campata. Arcata delimitata da colonne collocate su alti plinti. Il fusto inferiore si presenta riccamente arabescato, verso l'alto assume sembianze muliebri di cariatide, quasi a sostenere l'architrave, nella fattispecie coincidente con l'elaborato cornicione caratterizzato dalla articolata modanatura.

### Presbiterio
L'altare maggiore è decorato con le statue raffiguranti San Mauro Abate e San Placido Monaco, cofondatori dell'Ordine benedettino, e l'Eterno Padre che dall'alto sovrasta il presbiterio. Sulla sopraelevazione la grande pala d'altare di fra Felice da Sambuca raffigurante la Glorificazione di don Pietro Beccadelli.

## Opere
- XVI secolo, Santa Caterina d'Alessandria, statua lignea, opera documentata, oggi custodita nella chiesa del Carmine.
- ?, Madonna con Bambino o Madonna del Cardellino, oggi custodita nella chiesa del Carmine.
- ?, Madonna con Bambino ritratta con Sant'Anna e San Gioacchino, opera di scuola fiamminga, oggi custodita nella chiesa del Carmine.

## Monastero
La struttura originaria comprendeva nella parte centrale la chiesa, in quella laterale sinistra il monastero, oggi adibito ad uffici comunali ed a casa canonica, mentre nel lato destro vi era il chiostro che confinava con la via del Mercato (oggi via Roma) e nella parte posteriore con la Via Telegrafo.
Avvenuta la soppressione delle corporazioni religiose in seguito all'emanazione delle leggi eversive, il fabbricato con giardino e cisterne, e tutto il gran patrimonio del Monastero, fu incamerato dal fondo per il culto ed amministrato dal Ricevitore del Registro.
L'intero fabbricato fu successivamente ceduto al comune che in parte lo adibì a scuole elementari femminili, il resto fu abitato dalle monache superstiti alla soppressione sino al giorno 3 settembre 1907.
Nel 1927 gli amministratori del tempo fecero demolire del tutto la parte del fabbricato a destra della chiesa, per realizzare Piazza della Vittoria e il monumento ai caduti nella Grande Guerra.

## Curiosità
Nel 1721 in onore del matrimonio del principe con donna Marianna Gravina Lucchesi che suor Virginia Casale di Rocca Menna – religiosa del Collegio di Maria di Sambuca – creò i dolci denominati "Minni di vergini".